# کتابخانه آلبرت بی. آلکک

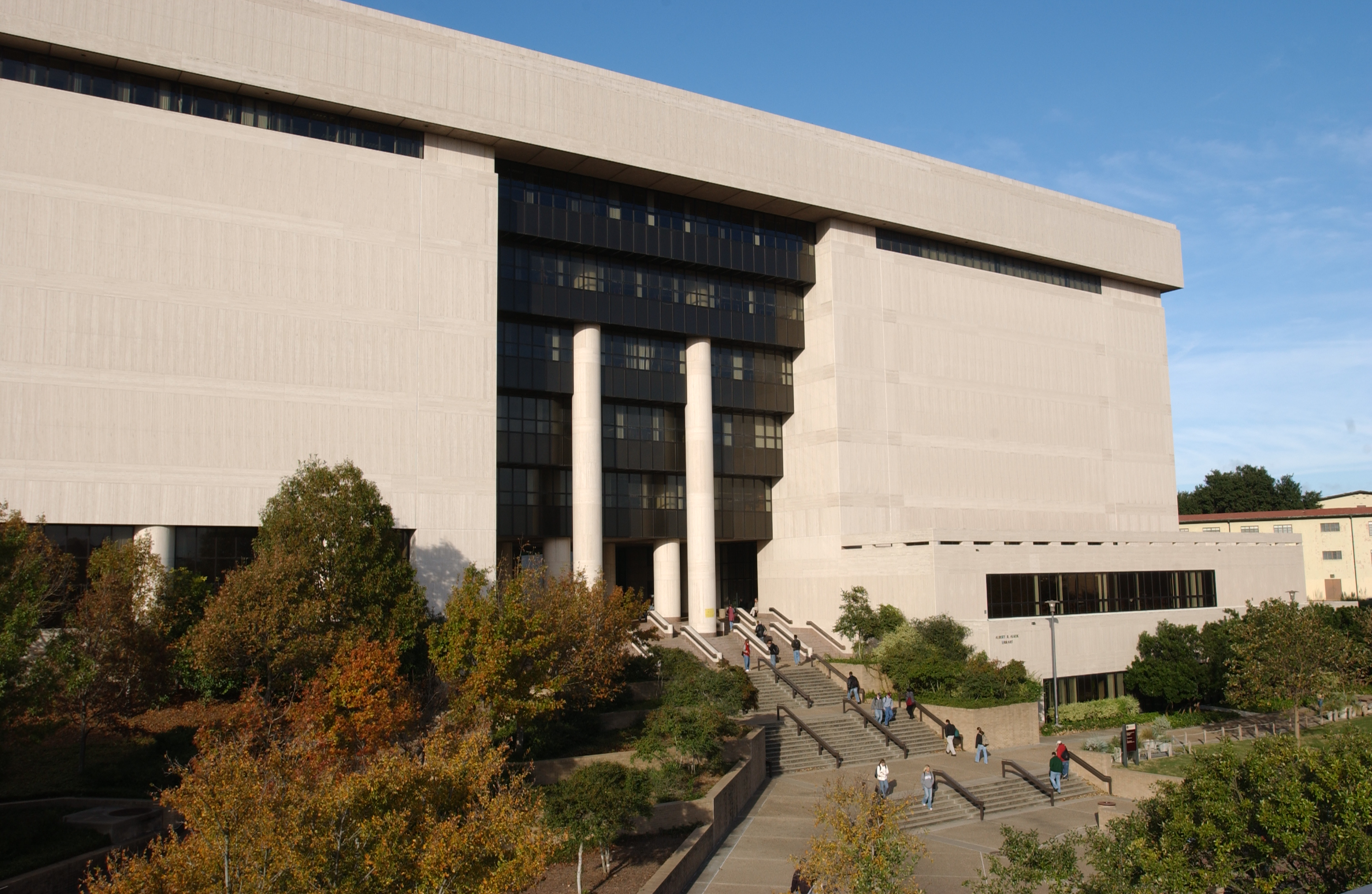

کتابخانه آلبرت بی. آلکک (به انگلیسی: Alkek Library) کتابخانه مرکزی سیستم کتابخانه‌ای دانشگاه ایالتی تگزاس است.
سیستم کتابخانه این دانشگاه با نزدیک به یک میلیون و نیم عنوان کتاب در زمره کتابخانه‌های بزرگ در میان دانشگاه‌های تگزاس به‌خصوص در علوم انسانی محسوب می‌شود.